# كمال خالد
أحمد كمال حسن خالد الشهير بـ كمال خالد (5 أكتوبر 1931،دمياط - 19 يوليو 1999) محام مصري، ترافع في العديد من القضايا السياسية وقضايا الرأي والفكر والعقيدة منذ الستينات وحتى وفاته، ومنها قضية تنظيم الجهاد وقضية مقتل أنور السادات.

## سيرته

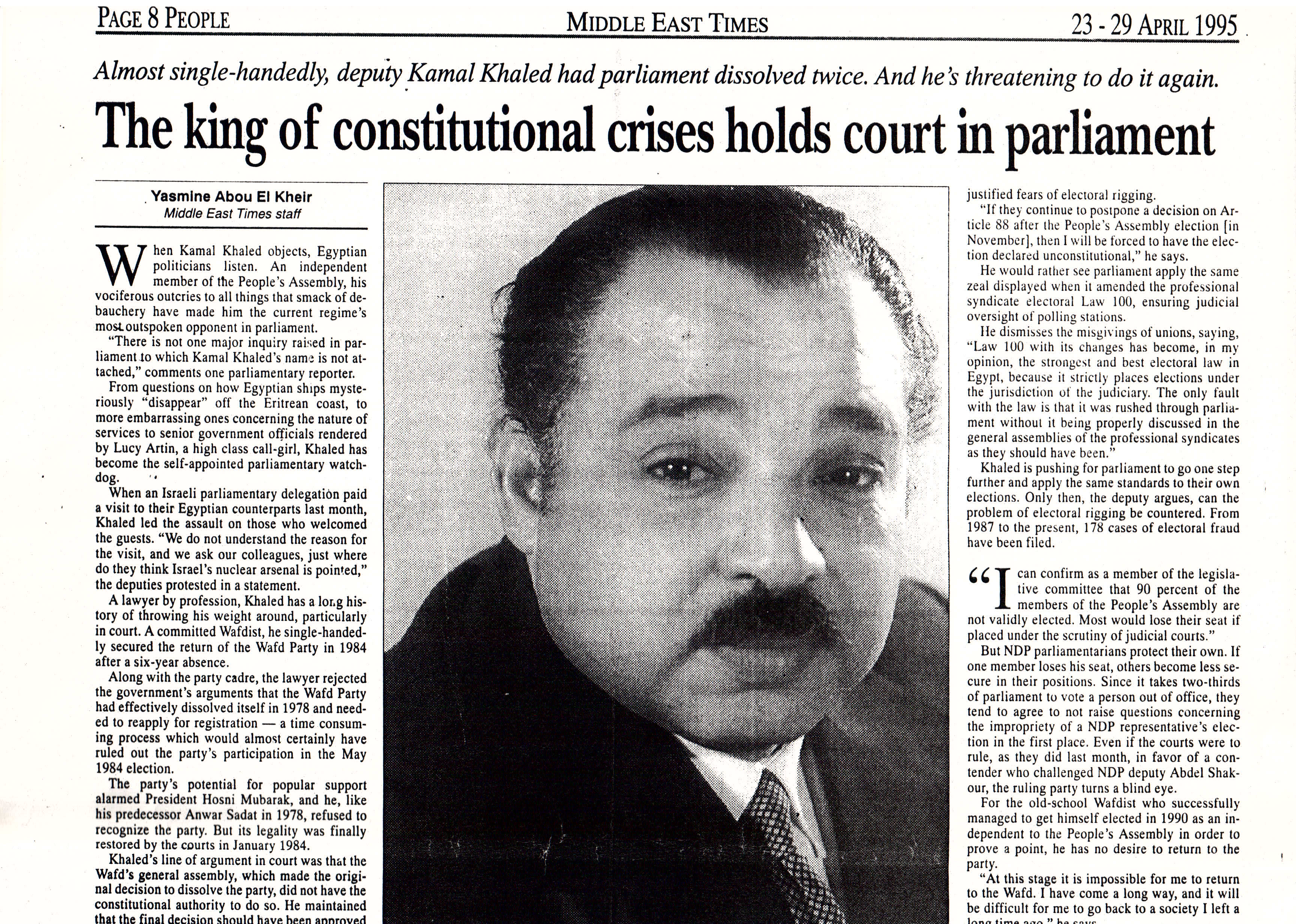
جريدة ميديل ايست تايمز.

كان زعيمًا طلابيًا بدمياط الثانوية حتي مايو 1952، قبض عليه عدة مرات في عهد الملك فاروق، حيث كان ينادي بسقوط الملكية، انضم لصفوف الفدائيين بالقنال في ديسمبر سنة 1951 واشترك في معسكر التل ببور سعيد، كما انضم للفدائيين بدمياط لمقاومة العدوان الثلاثي سنة 1956.
عمل سكرتيرًا عامًا وأمينًا لصندوق الاتحاد المصري للهوكي، وشغل منصب وكيل لجنة الحكام الرئيسية بالاتحاد المصري للهوكي، ورئيس لجنة الشئون القانونية، نشرت له بالصحف والمجلات المصرية العربية العديد من المقالات والأحاديث السياسية والاجتماعية، ومن مؤلفاته:
- في ساحة الطغيان - جزئين
- إذا اختلف اللصان
- رجال عبد الناصر والسادات
- هؤلاء قتلوا السادات
- صراع مع ترزية القوانين
- مصر زعامة وشعبًا إلى أين؟